# Урфи Аголи
Урфи Аки Аголи (алб. Urfi Agolli; Дебар, 1903 – Мадрид, 9. јануар 1937) је био политички активиста, антифашиста и учесник Шпанског грађанског рата.

## Биографија
Рођен је 1903. године у Дебру, у албанској породици. Завршио је осмогодишњу школу у Лерину на грчком језику. Од 1928. до 1930. година наставио је школовање, уписавши студије на Универзитету у Корчи на француском језику, где је прихватио демократске идеје и заједно са својим друговима био члан опозиције против режима краља Ахмеда Зогуа, због чега је био избачен са Универзитета. С циљем да натерају да се одрекне својих идеја, 1930. године послали су га на студије у војну академију у Риму. Након завршетка римске академије, 1932. године уписао се на Војну академију у Модени. Из те је академије био избачен због промовисања антифашизма, након чега га је италијанска полиција испратила све до луке Бари на укрцај на брод за Албанију.
По повратку, није дуго остао у Албанији како би избегао прогон Зогуовог режима. Вратио се у родни Дебар, где је боравио неко време код своје сестре. Затим га је југословенска полиција интернирала у Нови Сад, где га је суд оптужио за промовисање италијанске иредентистичке пропаганде против Југославије. Године 1933. се вратио Албанију и служио у официрској школи за резервисте у Тирани. Године 1934, отишао је да ради у Француску, јер су му режимске власти у Албанији стално отежавале живот. Након само шест месеци боравка у Француској, вратио се у Албанију, где су власти наставиле да га прогоне. Албанска полиција поновно га је ухапсила 1935. године у Тирани с оптужбом да је организовао локлано становништво против краља Зогуа. Због недостатка доказа, пуштен је након шест месеци.

### Шпански грађански рат
Године 1936, Аголи је уз помоћ неколицине другара поновно отпутовао за Француску где је радио као преводилац у једном париском хотелу. По избијању Шпанског грађанског рата, Аголи се почетком августа 1936. прикључио Интернационалној бригади „Гарибалди“, чији су борци углавном били Италијани. Аголи је у чети бригаде учествовао у борбама на Арагонском фронту до октобра исте године. Учествовао је, са 11. и 12. бригадом, у једној од чувенијих битака током рата, код Казе де Кампо (Мадрид).
Урфи Аголи је погинуо 9. јануара 1937. године, током одбране Мадрида, у северозападном предграђу Куеста де ла Пердиз.
У другој верзији, Аголи је дошао у Шпанију октобра 1936. преко Солуна и погинуо нешто касније, у априлу 1937. код Брунете пред Мадридом.
Једна улица у Дебру носи његово име.